# 348407 Patkósandrás
348407 Patkósandrás è un asteroide della fascia principale. Scoperto nel 2005, presenta un'orbita caratterizzata da un semiasse maggiore pari a 1,9256303 UA e da un'eccentricità di 0,0848182, inclinata di 22,62422° rispetto all'eclittica.